# Penthimia mudonensis
Penthimia mudonensis är en insektsart som beskrevs av William Lucas Distant 1912. Penthimia mudonensis ingår i släktet Penthimia och familjen dvärgstritar. Inga underarter finns listade i Catalogue of Life.